# Do They Know It’s Christmas?
Do They Know It’s Christmas? (englisch für ‚Wissen sie, dass Weihnachten ist?‘) ist ein Benefiz-Lied von Band Aid aus dem Jahr 1984, das von Bob Geldof und Midge Ure geschrieben wurde.

## Entstehung
Das Lied entstand als Reaktion auf eine Reportage von Michael Buerk über die Hungersnot in Äthiopien, die der Fernsehsender British Broadcasting Corporation am 15. November 1984 ausgestrahlt hatte. Nachdem Bob Geldof diese Reportage zu Hause gesehen hatte, stellte er über seine damalige Lebensgefährtin und spätere Ehefrau Paula Yates am nächsten Tag telefonisch Kontakt zu dem befreundeten Musiker Midge Ure von Ultravox her, die sich beide für eine Show in Newcastle upon Tyne aufhielten. Geldof bat Ure um Mithilfe bei der Sammlung von Geld zur Bekämpfung der Hungersnot und Ure sagte spontan zu. Nach anfänglichen Überlegungen bei einem ersten Treffen am 19. November, ein Weihnachtslied zu covern, kam beiden der Gedanke, selbst ein Lied zu schreiben und alle Tantiemen zu spenden. Geldof knüpfte noch am gleichen Tag Kontakt zu Sting, Gary Kemp von Spandau Ballet und Simon Le Bon von Duran Duran. Einen Tag nach dem Treffen hatte Geldof die erste Strophe geschrieben und Ure eine Hookline auf einem Casio-Keyboard komponiert. Beide trafen sich in Ures eigenem Studio in Chiswick, um das erstellte Material aufzunehmen. Der von Geldof vorgeschlagene Produzent Trevor Horn musste aus Zeitnot ablehnen, stellte aber sein Studio am 25. November für 24 Stunden unentgeltlich zur Verfügung. In den vier Tagen bis zum Aufnahmetag komponierten und texteten Geldof und Ure gemeinsam Do They Know It’s Christmas? Ure erstellte und arrangierte in seinem Studio ein Demoband und spielte die meisten Instrumente ein. Einen Tag vor der Aufnahme lieferte John Taylor von Duran Duran die Bassbegleitung. Ure nahm außerdem den Gesang von Sting und Simon Le Bon auf. Geldof telefonierte mit zahlreichen namhaften Pop-Künstlern und forderte sie mit Nachdruck auf, das Projekt durch aktive Teilnahme zu unterstützen. Die Drums übernahm Phil Collins, der am Aufnahmetag mit seinem eigenen Schlagzeug im Studio erschien.
Nach den Aufnahmen hatte Geldof einen Termin beim Radiosender BBC 1. Ursprünglich sollte er dort sein neues Album vorstellen, stattdessen trug er den noch unbekannten Benefiz-Song vor. Geldof gründete später mit einigen Musikerkollegen das Projekt Band Aid mit dem Ziel, Geld für die Opfer der Hungersnot einzunehmen.
Im Januar 1985 wurde der „Band Aid Trust“ mit dem Ziel gegründet, diese Gelder zu verwalten und die Ausgaben zu dokumentieren, Geldof und Ure sind Gründungsmitglieder dieser angelsächsischen Form der Stiftung. In der Vergangenheit vergaben sie Gelder an Organisationen wie CARE International, Oxfam, UNICEF, WaterAid und das Welternährungsprogramm der Vereinten Nationen. Neben der aktuellen Bekämpfung von Ebola sind die Entwicklung eines Impfstoffes, der Aufbau einer besseren medizinischen Versorgung und das Thema in den Industrieländern auch auf der Tagesordnung zu halten, ein Anliegen des Band Aid Trust.

## Produktion
Die Aufnahme am 25. November 1984 wurde von Midge Ure in Trevor Horns Sarm West Studio in der Portobello Road in Notting Hill produziert (Trevor Horn selbst war anwesend, aber als Produzent und Musiker nur an der 12″-Version beteiligt).
Für die Aufnahme kam das Demo mit den bereits eingespielten Instrumenten und Ures Gesang zum Einsatz. Ure begann mit den Aufnahmen des Refrains, bei dem die Künstler als Chor die Zeilen Feed the World und Do They Know It’s Christmas? einsangen. Nach einem anschließenden Pressefototermin wurden einzelne Gesangsspuren der anwesenden Künstler aufgenommen, die beim Mischen dann auf einzelne Zeilen reduziert wurden. Phil Collins hatte sein gesamtes Drumkit für die Aufnahme mitgebracht und das Schlagzeug wurde nach dem Gesang mit Collins in lediglich zwei Takes komplett neu aufgenommen und teilweise anstelle des eigentlich vorgesehenen Drumcomputers für die fertige Aufnahme verwendet. Neben Collins sind Gary Kemp an der Gitarre, Jon Moss an den Glocken und Percussions, John Taylor am Bass und Midge Ure am Keyboard als weitere Instrumentalisten zu hören.
Als die Aufnahmen beendet waren, machte sich Ure zusammen mit seinem Toningenieur Rik Walton am Nachmittag an den Mix, der bis in die frühen Morgenstunden andauerte. Erst am nächsten Morgen sprach Bob Geldof die folgenden Zeilen ein:

“This Record was recorded on the 25th of November 1984. It’s now eight a.m. on the 26th. We’ve been here 24 hours and I think it’s time we went home.”

„Diese Schallplatte wurde am 25. November 1984 aufgenommen. Es ist nun 8 Uhr früh am 26. Wir sind jetzt 24 Stunden hier und ich denke, es ist Zeit nach Hause zu gehen.“

## Veröffentlichung
Die Erstveröffentlichung von Do They Know It’s Christmas? fand weltweit am 29. November 1984 unter dem Musiklabel Mercury Records statt. Das Coverbild stammt von dem britischen Künstler Peter Blake. Die Single wurde ursprünglich als 7″- und 12″- bzw. Maxi-Single veröffentlicht. Die 7″-Single beinhaltet neben Do They Know It’s Christmas? das Lied One Year On (Feed the World) als B-Seite. Die 12″- bzw. Maxi-Single ist um eine Remixversion von Do They Know It’s Christmas? des britischen Musikers Trevor Horn erweitert. Des Weiteren wurden in den folgenden Jahren verschiedene Singleversionen veröffentlicht, die sich regional durch die Auswahl und die Anzahl der B-Seiten unterscheiden; ebenso ist das Lied auch als B-Seite bei den Folgeprojekten zu finden.

## Inhalt
Der Liedtext zu Do They Know It’s Christmas? bedeutet ins Deutsche übersetzt „Wissen sie, dass Weihnachten ist?“. Musik und Text stammen von Bob Geldof, Sänger der Boomtown Rats, und Midge Ure, Sänger von Ultravox. Musikalisch bewegt sich das Lied im Bereich der Popmusik. Die einzelnen Zeilen werden von verschiedenen Künstlern gesungen und im Refrain sind alle im Chor zu hören.

“It’s Christmas time, and there’s no need to be afraid.
At Christmas time, we let in light and we banish shade.
And in our world of plenty, we can spread a smile of joy.
Throw your arms around the world at Christmas time.”

## Musikvideo
Das Musikvideo zu Do They Know It’s Christmas? feierte 1984 seine Premiere. Zu sehen sind die Gesangsaufnahmen aus dem Aufnahmestudio. Es sind immer die aktuell singenden Künstler zu sehen. Das Video beginnt mit einer Person, die in einer Tageszeitung einen Artikel über „Band Aid“ aufschlägt, und es ist zu sehen, wie einige Künstler sich bereits vor dem Tonstudio versammeln. Das Video endet mit einer Danksagung an Projektbeteiligte. Die Gesamtlänge des Videos ist 4:30 Minuten. Seit Dezember 2011 zählt das Musikvideo über 89 Millionen Aufrufe bei YouTube (Stand: Dezember 2024). Das Video wurde 1986 für einen Grammy in der Kategorie „Best Music Video, Short Form“ nominiert, musste sich aber We Are the World von USA for Africa geschlagen geben.

## Mitwirkende
| Gesang - Stuart Adamson (Big Country) - Robert „Kool“ Bell (Kool & The Gang) - Bono (U2) - Pete Briquette (The Boomtown Rats) - Mark Brzezicki (Big Country) - David Bowie - Tony Butler (Big Country) - Adam Clayton (U2) - Phil Collins - Chris Cross (Ultravox) - Simon Crowe (The Boomtown Rats) - Sarah Dallin (Bananarama) - Siobhan Fahey (Bananarama) - Johnnie Fingers (The Boomtown Rats) - Bob Geldof (The Boomtown Rats) - Boy George (Culture Club) - Glenn Gregory (Heaven 17) - Tony Hadley (Spandau Ballet) - Holly Johnson - John Keeble (Spandau Ballet) - Gary Kemp (Spandau Ballet) - Martin Kemp (Spandau Ballet) - Nik Kershaw - Simon Le Bon (Duran Duran) - Marilyn - Paul McCartney - George Michael - Jon Moss (Culture Club) - Steve Norman (Spandau Ballet) - Rick Parfitt (Status Quo) - Nick Rhodes (Duran Duran) - Francis Rossi (Status Quo) - Sting - Andy Taylor (Duran Duran) - James „JT“ Taylor (Kool & The Gang) - John Taylor (Duran Duran) - Roger Taylor (Duran Duran) - Dennis J.T. Thomas (Kool & The Gang) - Midge Ure (Ultravox) - Martyn Ware (Heaven 17) - Jody Watley - Bruce Watson (Big Country) - Paul Weller - Keren Woodward (Bananarama) - Paul Young | Produktion - Peter Blake: Artwork (Cover) - Phil Collins: Schlagzeug - Bob Geldof: Komponist - Trevor Horn: Musikproduzent - Gary Kemp: Gitarre - Jon Moss: Glocken, Perkussion - John Taylor: Bass - Midge Ure: Keyboard, Komponist, Musikproduzent Unternehmen - Mercury Records: Musiklabel - Sarm West Studio: Tonstudio |

## Rezeption

### Kritik
Das Lied wurde wegen einer kolonialistischen, westlich-zentrierten Sichtweise und herablassender stereotyper Beschreibungen Afrikas mehrfach kritisiert. Afrikanische Aktivisten beklagten sich darüber, dass der Song die Vielfalt des afrikanischen Kontinents missachte und letztlich den Menschen mehr Schaden als Nutzen bringe.
In der Fassung von 2014 wurden mehrere kritisierte Passagen umgeschrieben, und der textliche Schwerpunkt auf Ebola und nicht mehr auf die Hungersnot gelegt. Doch auch der neue Text wurde wegen Stereotypen und Herablassung kritisiert. So lehnte der Musiker Fuse ODG eine Beteiligung ab, weil das Lied nicht widerspiegele, was Afrika wirklich sei. Er zitierte die Zeile „In Westafrika gibt es dieses Weihnachten keinen Frieden und keine Freude“: Er sei jedes Jahr in Ghana zum Zweck des Friedens und der Freude, also sei es eine eklatante Lüge, einen solchen Text zu singen.
Geldof und Ure selbst erkannten später die musikalischen Grenzen von Do They Know It’s Christmas? So erklärte Geldof 2010 gegenüber dem Daily Telegraph in Australien, er sei „für zwei der schlimmsten Lieder der Geschichte verantwortlich. Das andere ist We Are the World“.
Ures Einschätzung in seiner Autobiografie lautete: „Es ist ein Lied, das nichts mit Musik zu tun hat. Es ging nur darum, Geld zu generieren […] Das Lied war zweitrangig, fast irrelevant.“ 

### Auszeichnungen
1985 erhielten Geldof und Ure für die Komposition einen „Special BRIT Award“ und den Ivor Novello Award. Beide wurden wegen ihrer Verdienste in den Ritterstand erhoben. Geldof ist als Ire seit 1986 Knight Commander (ehrenhalber) und Ure seit 2005 Officer of the British Empire.

### Chartplatzierungen
Do They Know It’s Christmas? erreichte in Deutschland, Österreich und der Schweiz sowie dem Vereinigten Königreich Position eins der Singlecharts. In den Vereinigten Staaten platzierte sich die Single auf Position 13 und konnte sich insgesamt neun Wochen in den Charts halten. Im Vereinigten Königreich erreichte das Stück im Folgejahr Position drei. Seit 2007 konnte sich Do They Know It’s Christmas? jedes Jahr zur Weihnachtszeit in den britischen Charts platzieren. In Österreich gelingt dem Stück dasselbe seit 2010. In Deutschland konnte sich das Lied auch öfters nach der Veröffentlichung in den Charts platzieren, doch die genauen Angaben sind unbekannt.
Des Weiteren erreichte die Single Platz eins in folgenden Ländern: Australien, Belgien, Irland, Italien, Kanada, Neuseeland, den Niederlanden, Norwegen und Schweden.
| Periode   | Höchstplatzierung, GesamtwochenChartplatzierungen (Periode, Platzierungen, Wochen) | Höchstplatzierung, GesamtwochenChartplatzierungen (Periode, Platzierungen, Wochen) | Höchstplatzierung, GesamtwochenChartplatzierungen (Periode, Platzierungen, Wochen) | Höchstplatzierung, GesamtwochenChartplatzierungen (Periode, Platzierungen, Wochen) | Höchstplatzierung, GesamtwochenChartplatzierungen (Periode, Platzierungen, Wochen) |
| Periode   | DE                                                                                 | AT                                                                                 | CH                                                                                 | UK                                                                                 | US                                                                                 |
| --------- | ---------------------------------------------------------------------------------- | ---------------------------------------------------------------------------------- | ---------------------------------------------------------------------------------- | ---------------------------------------------------------------------------------- | ---------------------------------------------------------------------------------- |
| 1984/85   | DE1 (11 Wo.)DE                                                                     | AT1 (4 Wo.)AT                                                                      | CH1 (9 Wo.)CH                                                                      | UK1 (13 Wo.)UK                                                                     | US13 (9 Wo.)US                                                                     |
| 1985/86   | —                                                                                  | —                                                                                  | —                                                                                  | UK3 (7 Wo.)UK                                                                      | —                                                                                  |
| 1986/87   | —                                                                                  | —                                                                                  | —                                                                                  | UK91 (1 Wo.)UK                                                                     | —                                                                                  |
| 1987/88   | —                                                                                  | —                                                                                  | —                                                                                  | UK86 (3 Wo.)UK                                                                     | —                                                                                  |
|           |                                                                                    |                                                                                    |                                                                                    |                                                                                    |                                                                                    |
|           |                                                                                    |                                                                                    |                                                                                    |                                                                                    |                                                                                    |
| 2007/08   | —                                                                                  | —                                                                                  | CH71 (2 Wo.)CH                                                                     | UK24 (4 Wo.)UK                                                                     | —                                                                                  |
| 2008/09   | —                                                                                  | —                                                                                  | CH44 (2 Wo.)CH                                                                     | UK54 (4 Wo.)UK                                                                     | —                                                                                  |
| 2009/10   | —                                                                                  | —                                                                                  | CH60 (1 Wo.)CH                                                                     | UK50 (4 Wo.)UK                                                                     | —                                                                                  |
| 2010/11   | —                                                                                  | AT43 (4 Wo.)AT                                                                     | —                                                                                  | UK54 (4 Wo.)UK                                                                     | —                                                                                  |
| 2011/12   | DE51 (5 Wo.)DE                                                                     | AT49 (4 Wo.)AT                                                                     | —                                                                                  | UK34 (4 Wo.)UK                                                                     | —                                                                                  |
| 2012/13   | DE62 (4 Wo.)DE                                                                     | AT57 (4 Wo.)AT                                                                     | —                                                                                  | UK37 (4 Wo.)UK                                                                     | —                                                                                  |
| 2013/14   | DE57 (4 Wo.)DE                                                                     | AT49 (4 Wo.)AT                                                                     | —                                                                                  | UK57 (3 Wo.)UK                                                                     | —                                                                                  |
| 2014/15   | DE43 (6 Wo.)DE                                                                     | AT54 (4 Wo.)AT                                                                     | —                                                                                  | UK56 (6 Wo.)UK                                                                     | —                                                                                  |
| 2015/16   | DE37 (3 Wo.)DE                                                                     | AT57 (2 Wo.)AT                                                                     | —                                                                                  | UK38 (4 Wo.)UK                                                                     | —                                                                                  |
| 2016/17   | DE42 (3 Wo.)DE                                                                     | AT58 (1 Wo.)AT                                                                     | CH98 (1 Wo.)CH                                                                     | UK29 (4 Wo.)UK                                                                     | —                                                                                  |
| 2017/18   | DE29 (4 Wo.)DE                                                                     | AT38 (3 Wo.)AT                                                                     | CH54 (2 Wo.)CH                                                                     | UK7 (5 Wo.)UK                                                                      | —                                                                                  |
| 2018/19   | DE21 (4 Wo.)DE                                                                     | AT22 (3 Wo.)AT                                                                     | CH26 (3 Wo.)CH                                                                     | UK6 (5 Wo.)UK                                                                      | —                                                                                  |
| 2019/20   | DE17 (4 Wo.)DE                                                                     | AT14 (3 Wo.)AT                                                                     | CH19 (3 Wo.)CH                                                                     | UK7 (5 Wo.)UK                                                                      | —                                                                                  |
| 2020/21   | DE10 (5 Wo.)DE                                                                     | AT10 (5 Wo.)AT                                                                     | CH25 (5 Wo.)CH                                                                     | UK7 (7 Wo.)UK                                                                      | —                                                                                  |
| 2021/22   | DE19 (5 Wo.)DE                                                                     | AT12 (5 Wo.)AT                                                                     | CH26 (5 Wo.)CH                                                                     | UK12 (6 Wo.)UK                                                                     | —                                                                                  |
| 2022/23   | DE15 (6 Wo.)DE                                                                     | AT14 (5 Wo.)AT                                                                     | CH27 (4 Wo.)CH                                                                     | UK11 (6 Wo.)UK                                                                     | —                                                                                  |
| 2023/24   | DE19 (5 Wo.)DE                                                                     | AT17 (5 Wo.)AT                                                                     | CH30 (4 Wo.)CH                                                                     | UK15 (6 Wo.)UK                                                                     | —                                                                                  |
| 2024/25   | DE20 (5 Wo.)DE                                                                     | AT18 (5 Wo.)AT                                                                     | CH29 (4 Wo.)CH                                                                     | UK8 (6 Wo.)UK                                                                      | —                                                                                  |
| Insgesamt | DE1 (74 Wo.)DE                                                                     | AT1 (61 Wo.)AT                                                                     | CH1 (45 Wo.)CH                                                                     | UK1 (111 Wo.)UK                                                                    | US13 (9 Wo.)US                                                                     |

| ChartsJahrescharts (1985) | Platzierung |
| ------------------------- | ----------- |
| Deutschland (GfK)         | 17          |
| Schweiz (IFPI)            | 29          |

### Auszeichnungen für Musikverkäufe und Verkaufszahlen
Do They Know It’s Christmas? wurde weltweit insgesamt drei Mal mit Gold und acht Mal mit Platin ausgezeichnet. Bis Weihnachten 1984 wurden über sechs Millionen Tonträger abgesetzt und damit etwa acht Millionen US-Dollar eingenommen. Insgesamt wurde die Single bisher über 6,9 Millionen Mal verkauft und spielte einen Erlös von rund zwölf Millionen Euro ein.
Der Tonträger war mit etwa 3,5 Millionen Exemplaren die bestverkaufte Single in Großbritannien in den 1980ern und bis zum Erscheinen von Elton Johns Neuaufnahme des Stückes Candle in the Wind als Nekrolog für die 1997 verstorbene Diana, Princess of Wales die meistverkaufte Single in Großbritannien überhaupt. Mit etwa 3,8 Millionen verkauften Einheiten ist es aktuell die zweitmeistverkaufte Single der britischen Geschichte.
| Land/Region                  | Auszeichnungen für Musikverkäufe (Land/Region, Auszeichnung, Verkäufe) | Verkäufe  |
| ---------------------------- | ---------------------------------------------------------------------- | --------- |
| Australien (ARIA)            | 3× Platin                                                              | 210.000   |
| Dänemark (IFPI)              | 3× Platin                                                              | 270.000   |
| Deutschland (BVMI)           | Gold                                                                   | 250.000   |
| Kanada (MC)                  | Platin                                                                 | 100.000   |
| Neuseeland (RMNZ)            | 2× Platin                                                              | 60.000    |
| Portugal (AFP)               | Gold                                                                   | 5.000     |
| Vereinigte Staaten (RIAA)    | Gold                                                                   | 2.500.000 |
| Vereinigtes Königreich (BPI) | 4× Platin                                                              | 3.820.000 |
| Insgesamt                    | 3× Gold · 13× Platin ·                                                 | 7.215.000 |

## Weitere Band-Aid-Projekte

### Band Aid II

#### Entstehung und Artwork
Fünf Jahre später, im Jahr 1989, wurde nach einer erneuten Dürre in Äthiopien ein zweites Band-Aid-Projekt formiert. Unter dem Projektnamen Band Aid II wurde Do They Know It’s Christmas? ein zweites Mal aufgenommen. Produziert wurde die Single von Stock Aitken Waterman. Gemischt wurde das Lied von Phil Harding. Arrangiert wurde die Single von Karen Hewitt und Yoyo. Als Instrumentalisten wurden Matt Aitken an der Gitarre und dem Keyboard, Luke Goss am Schlagzeug, A. Linn am Schlagzeug, Chris Rea an der Gitarre und Mike Stock am Keyboard engagiert. Auf dem Cover der Maxi-Single sind nur der Künstlernamen und der Liedtitel, vor dem Hintergrund vieler kleiner mehrfach angeordneten Bildchen mit einer Erdkugel und Messer und Gabel, zu sehen. Das Coverdesgin stammt von David Howells.

#### Veröffentlichung und Promotion
Die Erstveröffentlichung von Do They Know It’s Christmas? fand weltweit am 11. Dezember 1989, unter den Musiklabels Polydor und PWL Records statt. Die Single wurde ursprünglich als 7″-, Maxi-Single und Kompaktkassette veröffentlicht. Die Maxi-Single beinhaltet neben der Radioversion von Do They Know It’s Christmas? eine Instrumentalversion des Liedes als B-Seite. Des Weiteren wurden in den Folgejahren verschiedene Singleversionen veröffentlicht, die sich regional durch die Auswahl und die Anzahl der B-Seiten unterscheiden. Des Weiteren ist das Lied auch als B-Seite bei den Folgeprojekten zu finden.

#### Hintergrundinformation
Am 1. Dezember 1989 fragte Bob Geldof den britischen Musikproduzenten Pete Waterman, ob er es erwägen könne, für die Bekämpfung der erneuten Dürre in Äthiopien eine neue Version von Do They Know It’s Christmas?, mit den aktuellen Stars der britischen Musikszene zu produzieren. Waterman annullierte seine Hochzeit, die für denselben Tag geplant war, und begann die Musiker anzurufen. Nach nur zwei Tagen fanden am 3. Dezember die Aufnahmen in den PWL Studios in Südlondon statt. Die Aufnahmen zogen sich nur zwei Tage bis zum 4. Dezember. Am Dienstag, den 5. Dezember lief das Stück erstmals im Radio bei London’s Capital Radio. Die beiden Bananarama-Mitglieder Sarah Dallin und Keren Woodward sind die einzigen beiden Sängerinnen die bereits beim Original mitsangen. Produziert wurde die Single von Stock Aitken Waterman.

#### Musikvideo
Das Musikvideo zu Do They Know It’s Christmas? feierte im Dezember 1989 seine Premiere. Zu sehen sind die Gesangsaufnahmen aus dem Aufnahmestudio. Es sind immer die aktuell singenden Künstler zu sehen. Das Video beginnt mit einem Blick auf die äthiopische Bevölkerung und endet mit einem Kommentar des Journalisten Michael Buerk. Die Gesamtlänge des Videos ist 4:28 Minuten.

#### Mitwirkende
| Gesang - Bananarama - Big Fun - Bros - Cathy Dennis - D Mob - Jason Donovan - Kevin Godley - Glen Goldsmith - Kylie Minogue - The Pasadenas - Chris Rea - Cliff Richard - Jimmy Somerville - Sonia - Lisa Stansfield - Technotronic - Wet Wet Wet | Produktion - Matt Aitken: Gitarre, Keyboard, Musikproduzent - Bob Geldof: Komponist - Luke Goss: Schlagzeug - Phil Harding: Abmischung - Karen Hewitt: Arrangement - David Howells: Artwork (Cover) - A. Linn: Schlagzeug - Chris Rea: Gitarre - Mike Stock: Keyboard, Musikproduzent - Midge Ure: Komponist - Pete Waterman: Musikproduzent - Yoyo: Arrangement Unternehmen - Polydor: Musiklabel - PWL Records: Musiklabel |

#### Chartplatzierungen
Do They Know It’s Christmas? erreichte in Deutschland Position 74 der Singlecharts und konnte sich insgesamt eine Woche in den Charts halten. In der Schweiz erreichte die Single in vier Chartwochen Position 24. Im Vereinigten Königreich erreichte die Single Position eins der Charts und konnte sich insgesamt drei Wochen an der Spitze, vier Wochen in den Top 10 und sechs Wochen in den Charts halten. Im Vereinigten Königreich erreichte die Komposition zum zweiten Mal Position eins der Charts.
| Periode | Höchstplatzierung, GesamtwochenChartplatzierungen (Periode, Platzierungen, Wochen) | Höchstplatzierung, GesamtwochenChartplatzierungen (Periode, Platzierungen, Wochen) | Höchstplatzierung, GesamtwochenChartplatzierungen (Periode, Platzierungen, Wochen) | Höchstplatzierung, GesamtwochenChartplatzierungen (Periode, Platzierungen, Wochen) | Höchstplatzierung, GesamtwochenChartplatzierungen (Periode, Platzierungen, Wochen) |
| Periode | DE                                                                                 | AT                                                                                 | CH                                                                                 | UK                                                                                 | US                                                                                 |
| ------- | ---------------------------------------------------------------------------------- | ---------------------------------------------------------------------------------- | ---------------------------------------------------------------------------------- | ---------------------------------------------------------------------------------- | ---------------------------------------------------------------------------------- |
| 1989/90 | DE74 (1 Wo.)DE                                                                     | —                                                                                  | CH24 (4 Wo.)CH                                                                     | UK1 (6 Wo.)UK                                                                      | —                                                                                  |

#### Auszeichnungen für Musikverkäufe und Verkaufszahlen
Am 1. April 1990 wurde die Coverversion des zweiten Band-Aid-Projektes im Vereinigten Königreich mit einer Platin-Schallplatte für über 600.000 verkaufte Einheiten ausgezeichnet.
| Land/Region                  | Auszeichnungen für Musikverkäufe (Land/Region, Auszeichnung, Verkäufe) | Verkäufe |
| ---------------------------- | ---------------------------------------------------------------------- | -------- |
| Vereinigtes Königreich (BPI) | Platin                                                                 | 600.000  |
| Insgesamt                    | 1× Platin ·                                                            | 600.000  |

### Band Aid 20

#### Entstehung und Artwork
20 Jahre später, im Jahr 2004, wurde nach einer erneuten Dürre in Darfur im Sudan ein drittes Band-Aid-Projekt formiert. Unter dem Projektnamen Band Aid 20 wurde Do They Know It’s Christmas? ein drittes Mal aufgenommen. Produziert wurde die Single von Bob Geldof und Nigel Godrich, als „Executive Producer“ (Ausführender Produzent) fungierte Midge Ure. Als Instrumentalisten wurden Francis Healy, Justin Hawkins, Charlie Simpson, Dan Hawkins, Jonny Greenwood an der Gitarre, Danny Goffey am Schlagzeug, Paul McCartney am Bass und der Gitarre, Thom Yorke am Piano engagiert. Die Aufnahmen fanden am 14. November 2004 in den Londoner Abbey Road Studios statt. Auf dem Cover der Maxi-Single ist – neben Künstlernamen und Liedtitel – ein kleines, nacktes, schwarzes Kind, umgeben von einer Winterlandschaft, einem festlich geschmückten Haus, mehreren Rehen und Eisbären, zu sehen. Das Coverdesgin stammt von Damien Hirst.

#### Veröffentlichung und Promotion
Do They Know It’s Christmas? feierte seine Premiere als Airplay 16. November 2004 um acht Uhr morgens in der The Chris Moyles Show bei BBC Radio 1. Die Erstveröffentlichung von Do They Know It’s Christmas? fand weltweit am 29. November 2004, unter dem Musiklabel Mercury Records statt. Die Single wurde ursprünglich als 2-Track-Single und Maxi-Single veröffentlicht. Die 2-Track-Single beinhaltet neben der Band-Aid-20-Version von Do They Know It’s Christmas? die Original Band-Aid-Version als B-Seite. Die Maxi-Single ist um eine Liveversion von Band Aid während der Live Aid Veranstaltung erweitert.

#### Hintergrundinformation
20 Jahre nach Band Aid wurde Do They Know It’s Christmas? auf Anregung des Musik-Journalisten Dominic Mohan (von The Sun) neu aufgenommen. Wieder war der Anlass eine Hungersnot in Afrika, diesmal in Darfur im Sudan. Bono und Paul McCartney sind die einzigen beiden Sänger, die bereits beim Original mitsangen. Um die Liedzeile „Tonight thank God it’s them, instead of you“ entstand ein Disput. Im Original sang Bono diese Zeile, in dieser Version sollte Justin Hawkins (von The Darkness) eben besagte Zeile singen. Bono bestand darauf die Zeile mit seiner Stimme erneut aufzunehmen. Schließlich wurde letztere auf der Single verwendet. Am 6. Dezember 2004 strahlte die BBC eine Dokumentation zu den Studioaufnahmen aus.

#### Musikvideo
Das Musikvideo zu Do They Know It’s Christmas? feierte am 18. November 2014 um 17:55 Uhr, mit einer Ansage von Madonna, seine Premiere. Zu sehen sind die Gesangsaufnahmen aus den Abbey Road Studios. Es sind immer die aktuell singenden Künstler zu sehen. Das Video beginnt mit einer Ansage von Travis-Sänger Francis Healy und Estelle. Die Gesamtlänge des Videos ist 5:48 Minuten. Regie führte Geoff Wonfor. Seit Dezember 2009 zählt das Musikvideo über 2,3 Millionen Aufrufe bei YouTube (Stand: Dezember 2014).

#### Mitwirkende
| Gesang - Bono (U2) - Keane - Paul McCartney - Sugababes - Skye Edwards (Morcheeba) - Robbie Williams - Dido - Jamelia - Justin Hawkins (The Darkness) - Chris Martin (Coldplay) - Fran Healy (Travis) - Beverley Knight - Busted - Ms. Dynamite - Danny Goffey (Supergrass) - Katie Melua - Will Young - Natasha Bedingfield - Snow Patrol - Shaznay Lewis - Joss Stone - Rachel Stevens - The Thrills - Róisín Murphy (Moloko) - Lemar - Estelle - Neil Hannon (The Divine Comedy) - Feeder - Thom Yorke (Radiohead) - Jonny Greenwood (Radiohead) - Dizzee Rascal | Produktion - Bob Geldof: Komponist, Musikproduzent - Nigel Godrich: Musikproduzent - Danny Goffey: Schlagzeug - Jonny Greenwood: Gitarre - Dan Hawkins: Gitarre - Justin Hawkins: Gitarre - Francis Healy: Gitarre - Damien Hirst: Artwork (Cover) - Paul McCartney: Bass, Gitarre - Charlie Simpson: Gitarre - Midge Ure: Executive Producer, Komponist - Geoff Wonfor: Regisseur (Musikvideo) - Thom Yorke: Piano Unternehmen - Abbey Road Studios: Tonstudio - Mercury Records: Musiklabel |

#### Rezeption
Kritiken
Das Projekt Band Aid 20 bekam gemischte Kritiken. Die BBC sagte, dass die neue Generation von Sängern und Sängerinnen, welche sich stark gegenüber denen des Originals unterschieden, bestrebt waren ihre Talente in einer 20-jährigen Vorlage darzustellen, in einer „anonymen“ Platte resultierten. The Guardian beschrieb das Aussehen der Sängerinnen als erfolgreich.
Chartplatzierungen
Do They Know It’s Christmas? erreichte in Deutschland Position sieben der Singlecharts. Die Komposition war damit zum dritten Mal in den deutschen Top 10 vertreten. Die Single hielt sich insgesamt zwei Wochen in den Top 10 und 21 Wochen in den Charts. In Österreich erreichte die Single in 18 Chartwochen Position 15. In der Schweiz erreichte die Single Position sieben und konnte sich insgesamt vier Wochen in den Top 10 und acht Wochen in den Charts halten. Im Vereinigten Königreich erreichte die Single Position eins der Charts und konnte sich insgesamt vier Wochen an der Spitze, sechs Wochen in den Top 10 und elf Wochen in den Charts halten. Hier erreichte die Komposition bereits zum dritten Mal Position eins.
Des Weiteren erreichte die Single Platz eins in folgenden Ländern: Dänemark, Irland, Italien, Neuseeland und Norwegen.
| Periode   | Höchstplatzierung, GesamtwochenChartplatzierungen (Periode, Platzierungen, Wochen) | Höchstplatzierung, GesamtwochenChartplatzierungen (Periode, Platzierungen, Wochen) | Höchstplatzierung, GesamtwochenChartplatzierungen (Periode, Platzierungen, Wochen) | Höchstplatzierung, GesamtwochenChartplatzierungen (Periode, Platzierungen, Wochen) | Höchstplatzierung, GesamtwochenChartplatzierungen (Periode, Platzierungen, Wochen) |
| Periode   | DE                                                                                 | AT                                                                                 | CH                                                                                 | UK                                                                                 | US                                                                                 |
| --------- | ---------------------------------------------------------------------------------- | ---------------------------------------------------------------------------------- | ---------------------------------------------------------------------------------- | ---------------------------------------------------------------------------------- | ---------------------------------------------------------------------------------- |
| 2004/05   | DE7 (6 Wo.)DE                                                                      | AT15 (4 Wo.)AT                                                                     | CH7 (8 Wo.)CH                                                                      | UK1 (10 Wo.)UK                                                                     | —                                                                                  |
| 2005/06   | —                                                                                  | —                                                                                  | —                                                                                  | UK52 (2 Wo.)UK                                                                     | —                                                                                  |
|           |                                                                                    |                                                                                    |                                                                                    |                                                                                    |                                                                                    |
|           |                                                                                    |                                                                                    |                                                                                    |                                                                                    |                                                                                    |
| 2007/08   | DE100 (1 Wo.)DE                                                                    | AT34 (3 Wo.)AT                                                                     | —                                                                                  | —                                                                                  | —                                                                                  |
| 2008/09   | DE30 (5 Wo.)DE                                                                     | AT42 (4 Wo.)AT                                                                     | —                                                                                  | —                                                                                  | —                                                                                  |
| 2009/10   | DE29 (4 Wo.)DE                                                                     | AT38 (4 Wo.)AT                                                                     | —                                                                                  | —                                                                                  | —                                                                                  |
| 2010/11   | DE43 (5 Wo.)DE                                                                     | —                                                                                  | —                                                                                  | —                                                                                  | —                                                                                  |
| Insgesamt | DE7 (21 Wo.)DE                                                                     | AT15 (15 Wo.)AT                                                                    | CH7 (8 Wo.)CH                                                                      | UK1 (12 Wo.)UK                                                                     | —                                                                                  |

#### Auszeichnungen für Musikverkäufe
Do They Know It’s Christmas? wurde im Vereinigten Königreich mit einer Doppelplatin-Schallplatte ausgezeichnet. Damit wurde die Single für über 1,2 Millionen verkaufte Einheiten zertifiziert.
| Land/Region                  | Auszeichnungen für Musikverkäufe (Land/Region, Auszeichnung, Verkäufe) | Verkäufe  |
| ---------------------------- | ---------------------------------------------------------------------- | --------- |
| Vereinigtes Königreich (BPI) | 2× Platin                                                              | 1.200.000 |
| Insgesamt                    | 2× Platin ·                                                            | 1.200.000 |

### Band Aid 30

#### Entstehung und Artwork
30 Jahre später, im Jahr 2014, wurde nach einer Ebolaepidemie in Teilen Westafrikas ein viertes Band-Aid-Projekt formiert. Unter dem Projektnamen Band Aid 30 wurde Do They Know It’s Christmas? ein viertes Mal aufgenommen. Produziert wurde die Single von Paul Epworth, als „Executive Producer“ (Ausführender Produzent) fungierten Jimmy Napes und Midge Ure. Gemischt wurde das Lied von Matt Wiggins. Als Instrumentalisten wurden Milan Neil Amin-Smith an der Violine, Grace Chatto (beide Clean Bandit) am Cello und Roger Taylor (Queen) am Keyboard und dem Schlagzeug engagiert. Aufgenommen wurde das Stück am 15. November 2014 in den Notting Hiller Tonstudios Sarm West Studios. Das Lied wurde unter dem Musiklabel Virgin Records veröffentlicht. Auf dem schwarzen Cover der Maxi-Single sind – neben Künstlernamen und Liedtitel – die Wörter „Faith, Love, Trust, You, Me, And the World“ (dt.: Glaube, Liebe, Vertrauen, Du, Ich, Und die Welt) mit Neonlichtern geschrieben, zu sehen. Das Coverdesign stammt von Tracey Emin, Phil Hustler und Fuel Design Inc.

#### Veröffentlichung und Promotion
Die Erstveröffentlichung von Do They Know It’s Christmas? fand weltweit am 17. November 2014 als digitale Veröffentlichung statt. Die Veröffentlichung als physischer Tonträger folgte eineinhalb Wochen später am 28. November 2014 in Deutschland, Österreich und der Schweiz; im Vereinigten Königreich folgte diese am 8. Dezember 2014. Das Lied ist zum einzelnen Download und als Maxi-Single erhältlich. Die Maxi-Single besteht aus insgesamt vier Titeln und beinhaltet neben dem aktuellen Band-Aid-Projekt die vergangenen Versionen des Liedes von Band Aid 20, Band Aid II und Band Aid.

#### Hintergrundinformation
Zum 30. Jubiläum nahm Initiator Geldof eine Neuauflage des Liedes auf, um Geld zur Bekämpfung der Ebolaepidemie in Teilen Westafrikas zu sammeln. Zur Wiederbelebung des Projektes wurde Geldof von den Vereinten Nationen gebeten. Diesmal wurde neben einer Neuauflage der britischen Version auch erstmals eine deutschsprachige und französische Version des Liedes eingesungen. Bei der französischen Version wirken unter anderem Carla Bruni, Johnny Hallyday und Daft Punk mit. Für die deutsche Version siehe weiter unten im Artikel Band Aid 30 Germany.
Um sich dem Thema der Ebolaepidemie anzupassen, wurden folgende Zeilen geändert: „Where a kiss of love can kill you“ (Wo ein Kuss der Liebe dich töten kann) und „And there is death in every tear“ (Und es ist der Tod in jeder Träne). Beide sind auf die Übertragung des Ebola-Virus über Körperflüssigkeiten bezogen.
Als einzige Interpretin war Rita Ora nicht bei den Studioaufnahmen dabei. Sie nahm ihren Teil während einer Drehpause zu The Voice UK auf. Im Vorfeld spekulierten Medien über eine Teilnahme Adeles.

#### Musikvideo
Das Musikvideo zu Do They Know It’s Christmas? feierte am 16. November 2014, während einer britischen Ausgabe der Castingshow The X Factor, seine Premiere. Zu sehen sind die Gesangsaufnahmen aus dem Tonstudio. Es sind immer die aktuell singenden Künstler zu sehen. Das Video beginnt mit der Ankunft der Künstler und endet mit einem gemeinsamen Chor als Sänger und Sängerinnen. Die Gesamtlänge des Videos ist 3:27 Minuten.

#### Mitwirkende
| Gesang - One Direction - Chris Martin (Coldplay) - Sinéad O’Connor - Bono (U2) - Robert Plant (Led Zeppelin) - Sam Smith - Ellie Goulding - Seal - Ed Sheeran - Olly Murs - Clean Bandit - Emeli Sandé - Rita Ora - Bastille | Produktion - Milan Neil Amin-Smith: Violine - Grace Chatto: Cello - Tracey Emin: Artwork (Cover) - Paul Epworth: Musikproduzent - Bob Geldof: Komponist - Phil Hustler: Artwork (Cover) - Jimmy Napes: Executive Producer - Roger Taylor: Keyboard, Schlagzeug - Midge Ure: Executive Producer, Komponist - Matt Wiggins: Abmischung Unternehmen - Fuel Design Inc.: Artwork (Cover) - Sarm West Studios: Tonstudio - Virgin Records: Musiklabel |

#### Rezeption
Kritiken
Im Dezember 2014 beschrieb der Ebola-Überlebende William Pooley das Lied als „kulturelle Ignoranz“ und „cringeworthy“. Bob Geldof antwortete darauf hin: „Es ist ein Popsong, entspann’ dich“. Des Weiteren sagte er, dass solche Kritiker über den Text sich „verpissen“ (Fuck off!) könnten.
Chartplatzierungen
Do They Know It’s Christmas? erreichte in Deutschland Position zwei der Singlecharts und konnte sich insgesamt zwei Wochen in den Top 10 und sechs Wochen in den Charts halten. In Österreich und der Schweiz erreichte die Single in vier bzw. sechs Chartwochen Position fünf der Singlecharts. Im Vereinigten Königreich erreichte die Single Position eins und konnte sich insgesamt eine Woche an der Spitze, drei Wochen in den Top 10 und sechs Wochen in den Charts halten. In den Vereinigten Staaten erreichte die Single in einer Chartwoche Position 63 der Charts. In Deutschland erreichte die Komposition zum vierten Mal die Top 10, im Vereinigten Königreich erreichte sie zum vierten Mal Position eins.
Des Weiteren erreichte die Single Platz eins in folgenden Ländern: Belgien (Flandern), Irland und Spanien.
| Periode   | Höchstplatzierung, GesamtwochenChartplatzierungen (Periode, Platzierungen, Wochen) | Höchstplatzierung, GesamtwochenChartplatzierungen (Periode, Platzierungen, Wochen) | Höchstplatzierung, GesamtwochenChartplatzierungen (Periode, Platzierungen, Wochen) | Höchstplatzierung, GesamtwochenChartplatzierungen (Periode, Platzierungen, Wochen) | Höchstplatzierung, GesamtwochenChartplatzierungen (Periode, Platzierungen, Wochen) |
| Periode   | DE                                                                                 | AT                                                                                 | CH                                                                                 | UK                                                                                 | US                                                                                 |
| --------- | ---------------------------------------------------------------------------------- | ---------------------------------------------------------------------------------- | ---------------------------------------------------------------------------------- | ---------------------------------------------------------------------------------- | ---------------------------------------------------------------------------------- |
| 2014/15   | DE2 (6 Wo.)DE                                                                      | AT5 (5 Wo.)AT                                                                      | CH5 (4 Wo.)CH                                                                      | UK1 (6 Wo.)UK                                                                      | US63 (1 Wo.)US                                                                     |
|           |                                                                                    |                                                                                    |                                                                                    |                                                                                    |                                                                                    |
|           |                                                                                    |                                                                                    |                                                                                    |                                                                                    |                                                                                    |
| 2017/18   | DE56 (2 Wo.)DE                                                                     | AT53 (1 Wo.)AT                                                                     | CH95 (1 Wo.)CH                                                                     | —                                                                                  | —                                                                                  |
| 2018/19   | DE49 (2 Wo.)DE                                                                     | AT50 (2 Wo.)AT                                                                     | CH98 (1 Wo.)CH                                                                     | —                                                                                  | —                                                                                  |
| 2019/20   | DE92 (1 Wo.)DE                                                                     | AT72 (1 Wo.)AT                                                                     | —                                                                                  | —                                                                                  | —                                                                                  |
| 2020/21   | DE96 (1 Wo.)DE                                                                     | —                                                                                  | —                                                                                  | —                                                                                  | —                                                                                  |
| 2021/22   | DE91 (1 Wo.)DE                                                                     | —                                                                                  | —                                                                                  | —                                                                                  | —                                                                                  |
|           |                                                                                    |                                                                                    |                                                                                    |                                                                                    |                                                                                    |
|           |                                                                                    |                                                                                    |                                                                                    |                                                                                    |                                                                                    |
| 2023/24   | DE87 (1 Wo.)DE                                                                     | —                                                                                  | —                                                                                  | —                                                                                  | —                                                                                  |
| 2024/25   | DE63 (1 Wo.)DE                                                                     | —                                                                                  | CH79 (1 Wo.)CH                                                                     | —                                                                                  | —                                                                                  |
| Insgesamt | DE2 (15 Wo.)DE                                                                     | AT5 (9 Wo.)AT                                                                      | CH5 (7 Wo.)CH                                                                      | UK1 (6 Wo.)UK                                                                      | US63 (1 Wo.)US                                                                     |

| ChartsJahrescharts (2014)    | Platzierung |
| ---------------------------- | ----------- |
| Vereinigtes Königreich (OCC) | 29          |

#### Auszeichnungen für Musikverkäufe
Do They Know It’s Christmas? wurde im Vereinigten Königreich mit einer Platin-Schallplatte, für über 600.000 verkaufte Einheiten, ausgezeichnet.
| Land/Region                  | Auszeichnungen für Musikverkäufe (Land/Region, Auszeichnung, Verkäufe) | Verkäufe |
| ---------------------------- | ---------------------------------------------------------------------- | -------- |
| Deutschland (BVMI)           | Gold                                                                   | 200.000  |
| Italien (FIMI)               | Platin                                                                 | 100.000  |
| Neuseeland (RMNZ)            | Gold                                                                   | 7.500    |
| Vereinigtes Königreich (BPI) | Platin                                                                 | 600.000  |
| Insgesamt                    | 2× Gold · 2× Platin ·                                                  | 907.500  |

## Do They Know It’s Christmas?in Deutschland

### TV Allstars

#### Entstehung und Artwork
Produziert wurde die Single von Thorsten Brötzmann. Gemischt wurde das Lied von Joachim Mezei. Das Arrangement des Chors stammt von Christoph Leis-Bendorff. Als Instrumentalisten wurden Thorsten Brötzmann und Joachim Mezei am Keyboard engagiert. Auf dem Cover der Maxi-Single ist – neben Künstlernamen und Liedtitel – ein Gruppenbild aller teilnehmenden Interpreten zu sehen.

#### Veröffentlichung und Promotion
Die Erstveröffentlichung von Do They Know It’s Christmas? fand am 24. November 2003, unter dem Musiklabel Polydor, in Deutschland, Österreich und der Schweiz statt. Das Lied wurde ursprünglich als 2-Track-Single und Maxi-Single veröffentlicht. Die 2-Track-Single beinhaltet neben der Radioversion von Do They Know It’s Christmas? eine Akustikversion als B-Seite. Die Maxi-Single ist um eine „80s Rock-“ und „Karaokeversion“ des Liedes erweitert.

#### Hintergrundinformation
TV Allstars war ein Benefizprojekt mehrerer deutscher Popsänger zur Weihnachtszeit 2003. 19 Jahre nach seiner Erstveröffentlichung sang erstmals ein Musikprojekt aus Deutschland das Lied ein. Neben Do They Know It’s Christmas? entstand auch ein komplettes Album mit Weihnachtsliedern. Ein Teil des Erlöses ging an die SOS-Kinderdörfer weltweit. Für das Projekt fanden sich ausschließlich Künstler zusammen, die durch Castingshows verschiedener Sender in Deutschland bekannt geworden waren (Popstars, Deutschland sucht den Superstar und Star Search).

#### Musikvideo
Das Musikvideo zu Do They Know It’s Christmas? feierte im November 2003 seine Premiere. Zu sehen sind die Gesangsaufnahmen aus dem Tonstudio. Es sind immer die aktuell singenden Künstler zu sehen. Das Video beginnt mit der Ankunft der Künstler und endet mit einem gemeinsamen Chor als Sänger und Sängerinnen. Die Gesamtlänge des Videos ist 3:40 Minuten. Regie führte Johannes Grebert.

#### Mitwirkende
| Gesang - No Angels - Bro’Sis - Preluders - Overground - Jessica Wahls - Martin Kesici - Thomas Wohlfahrt - Michael Wurst - Nektarios Bamiatzis - Fabrizio Levita - Stefanie Krämer - Daniel Siegert - Lil’O - Senta-Sofia Delliponti | Produktion - Thorsten Brötzmann: Keyboard, Musikproduzent - Bob Geldof: Komponist - Johannes Grebert: Regisseur (Musikvideo) - Christoph Leis-Bendorff: Arrangement - Joachim Mezei: Abmischung, Keyboard - Penelope Münzner: Editor (Musikvideo) - Ben Ramson: Setaufnahmeleiter (Musikvideo) - Christian Schliebs: Regieassistent (Musikvideo) - Midge Ure: Komponist Unternehmen - Katapult Filmproduktion: Filmproduzent (Musikvideo) - Polydor: Musiklabel |

#### Rezeption
Chartplatzierungen
Do They Know It’s Christmas? erreichte in Deutschland Position drei der Singlecharts und konnte sich insgesamt fünf Wochen in den Top 10 und sieben Wochen in den Charts halten. In Österreich erreichte die Single in fünf Chartwochen Position 28 und in der Schweiz in ebenfalls fünf Chartwochen Position 32 der Charts. In Deutschland erreichte die Komposition zum zweiten Mal die Top 10.
| Periode | Höchstplatzierung, GesamtwochenChartplatzierungen (Periode, Platzierungen, Wochen) | Höchstplatzierung, GesamtwochenChartplatzierungen (Periode, Platzierungen, Wochen) | Höchstplatzierung, GesamtwochenChartplatzierungen (Periode, Platzierungen, Wochen) |
| Periode | DE                                                                                 | AT                                                                                 | CH                                                                                 |
| ------- | ---------------------------------------------------------------------------------- | ---------------------------------------------------------------------------------- | ---------------------------------------------------------------------------------- |
| 2003/04 | DE3 (7 Wo.)DE                                                                      | AT28 (5 Wo.)AT                                                                     | CH32 (5 Wo.)CH                                                                     |

#### Auszeichnungen für Musikverkäufe
Im Januar 2004 wurde Do They Know It’s Christmas? in Deutschland mit einer Goldenen Schallplatte ausgezeichnet. Damit wurde die Single für über 150.000 verkaufte Einheiten zertifiziert.
| Land/Region        | Auszeichnungen für Musikverkäufe (Land/Region, Auszeichnung, Verkäufe) | Verkäufe |
| ------------------ | ---------------------------------------------------------------------- | -------- |
| Deutschland (BVMI) | Gold                                                                   | 150.000  |
| Insgesamt          | 1× Gold ·                                                              | 150.000  |

### Band Aid 30 Germany

#### Entstehung
Do They Know It’s Christmas? (Deutsche Version) ist eine deutsche Coverversion zum 30. Jubiläum von Do They Know It’s Christmas?. Um eine deutschsprachige Version aufzunehmen, wandte sich Geldof an Campino, der die heimische Musikszene für eine deutsche Version zusammenrief. Campino, Marteria, Thees Uhlmann und Sebastian Wehlings steuerten einen neuen, vom Original unabhängigen Text bei. Arrangiert und produziert wurde die Single von Tobias Kuhn, Vincent Sorg und der Band Die Toten Hosen. Gemischt und gemastert wurde die Single in den Principal Studios. Die Programmierung erfolgte durch Julia Hügel. Weitere Instrumentalisten sind Markus Perner am Schlagzeug und Andreas von Holst an der Gitarre. Weiter waren Tom Rußbüldt als „ProTools Operator“ und Tobias Lehmann als Toningenieur zuständig. Aufgenommen wurde das Stück am 17. November 2014 in den Berliner Tonstudios The Globe (Schlagzeugaufnahmen durch Simon Frontzeck und Valentin Marquardt) und Teldex Studios (Gesangsaufnahmen) sowie in den Principal Studios in Münster (Gitarrenaufnahmen). Das Lied wurde unter dem Musiklabel Polydor veröffentlicht.

„Endlich wieder Weihnachtszeit, die Nerven liegen so schön blank.

Egal ob’s regnet oder schneit, wir treffen uns am Glühweinstand.

Wir vergessen unsere Nächsten nicht, kaufen all die Läden leer.

Die ganze Stadt versinkt heut’ Nacht im Lichtermeer.“

#### Veröffentlichung und Promotion
Die Erstveröffentlichung von Do They Know It’s Christmas? (Deutsche Version) fand am 21. November 2014 als digitale Veröffentlichung statt. Die Veröffentlichung als physischer Tonträger erfolgte eine Woche später am 28. November 2014 in Deutschland, Österreich und der Schweiz. Das Lied ist zum einzelnen Download, als 2-Track-Single und EP erhältlich. Die 2-Track-Single beinhaltet neben der deutschen Version von Do They Know It’s Christmas? auch die Neuaufnahme der britischen Version des Projektes Band Aid 30. Die EP besteht aus insgesamt fünf Titeln und beinhaltet zusätzlich die vergangenen Versionen des Liedes von Band Aid 20, Band Aid II und Band Aid.

#### Musikvideo
Das Musikvideo zu Do They Know It’s Christmas? (Deutsche Version) feierte am 21. November 2014 vor den Tagesthemen im Ersten seine Premiere. Zu sehen sind die Gesangsaufnahmen aus dem Aufnahmestudio. Es sind immer die aktuell singenden Künstler zu sehen. Zwischendurch sind Künstler vor einer roten Wand posierend zu sehen. Die Gesamtlänge des Videos ist 4:04 Minuten. Regie führte Paul Ripke.

#### Mitwirkende
| Gesang (Teilnehmer in der Reihenfolge ihres Einsatzes im Lied) - Campino - Philipp Poisel - Clueso - Seeed - Andreas Bourani - Ina Müller - Jan Delay - Marteria - Michi Beck - Max Herre - Cro - Sportfreunde Stiller - Silbermond - Milky Chance - Max Raabe - Wolfgang Niedecken - Udo Lindenberg - Sammy Amara - Anna Loos - Peter Maffay - Thees Uhlmann - Joy Denalane - Gentleman - Patrice - Jan Josef Liefers - Adel Tawil - 2raumwohnung - Donots - Jennifer Rostock | Produktion - Michael Breitkopf: Arrangement, Musikproduzent - Tracey Emin: Artwork (Cover) - Andreas Frege (Campino): Arrangement, Komponist, Musikproduzent - Simon Frontzeck: Tonmeister - Bob Geldof: Komponist - Julia Hügel: Programmierung - Phil Hustler: Artwork (Cover) - Tobias Kuhn: Arrangement, Musikproduzent - Marten Laciny (Marteria): Komponist - Tobias Lehmann: Toningenieur - Valentin Marquardt: Tonmeister - Andreas Meurer: Arrangement, Musikproduzent - Markus Perner: Schlagzeug - Vom Ritchie: Arrangement, Musikproduzent - Tom Rußbüldt: ProTools Operator - Vincent Sorg: Abmischung, Arrangement, Mastering, Musikproduzent - Thees Uhlmann: Komponist - Midge Ure: Komponist - Andreas von Holst: Arrangement, Gitarre, Musikproduzent - Sebastian Wehlings: Komponist Unternehmen - Fuel Design Inc.: Artwork (Cover) - The Globe: Tonstudio - Polydor: Musiklabel - Principal Studios: Abmischung, Mastering, Tonstudio - Teldex Studios: Tonstudio |

#### Rezeption
Kritiken
In seiner Late-Night-Show Neo Magazin kritisierte der Komiker Jan Böhmermann in einem sechsminütigen Videoclip auf satirische Weise das Band-Aid-30-Projekt. Er warf der Musikbranche Scheinheiligkeit vor. Dazu führte Böhmermann eine neue Rubrik mit dem Titel „Eier aus Stahl“ ein. In der gleichen Woche reagierte Campino in einem Interview mit dem Radiosender 1 Live wie folgt: „Das ist eine zynische Geisteshaltung, Charity und Benefiz so anzugreifen! Notfalls stelle ich mich nackt auf den Domplatz und lass mich beschmeißen – Hauptsache, ihr zahlt für Afrika!“
Ursprünglich sollte auch der Rapper Haftbefehl teilnehmen, der jedoch ausstieg und kritisierte, dass die Künstler an dem Text nicht hätten mitwirken können, obwohl dies vorher versprochen worden sei.
In einem Facebookbeitrag gab Patrice kund, dass er von der Anfangssequenz des Videos schockiert sei. Man hätte ihm zugesichert, dass diese rausgeschnitten werde. Die Würde der Frau würde vollkommen missachtet. Sie sei nicht einfach nur ein „anonymes Ebola-Opfer“, sondern ein Mensch mit Eltern, Freunden, Verwandten, vielleicht Kindern. Weiter äußerte er Kritik am „Band Aid 30“-Logo. Das Logo, das einen Slogan vor den Konturen des afrikanischen Kontinents zeigt, sei im besten Fall gedankenlose Effekthascherei und im schlimmsten Fall Propaganda, die in seiner zerstörerischen Kraft nicht zu unterschätzen sei. Ebola habe nur in drei relativ kleinen Ländern riesige Ausmaße erreicht. Dass 99 % des Kontinents nicht betroffen seien, werde nicht klar, ebenso die Tatsache, dass beispielsweise im Senegal und in Nigeria die Krankheit ohne Hilfe von außen erfolgreich bezwungen worden sei. Der Sänger war außerdem nicht damit einverstanden, wie Geldof mit der Kritik an dem Projekt umgehe und diese pauschal als Unsinn abwiegele. Positiv bewertete er, dass das Projekt die Menschen dazu zwinge, sich intensiver mit den Themen Ebola, Entwicklungshilfe und Afrika-Klischees auseinanderzusetzen.
Burkhard Wilke, Geschäftsführer des Deutschen Zentralinstituts für soziale Fragen, Vergeber des Spendensiegels, kritisiert: „Es ist komplett intransparent, wofür die eingespielten Mittel konkret verwendet werden.“
Chartplatzierungen
Do They Know It’s Christmas? (Deutsche Version) erreichte in Deutschland Position eins der Singlecharts und konnte sich insgesamt zwei Wochen an der Spitze, vier Wochen in den Top 10 und fünf Wochen in den Charts halten. In Österreich erreichte die Single Position 10 und konnte sich insgesamt eine Woche in den Top 10 und drei Wochen in den Charts halten. In der Schweiz erreichte die Single in zwei Chartwochen Position 21 der Singlecharts. In Deutschland war das Lied für einen Zeitraum von drei Wochen das erfolgreichste deutschsprachige Lied in den Singlecharts und obwohl es das Lied nicht auf Platz eins schaffte, war es trotzdem für einen Zeitraum von einer Woche das erfolgreichste deutschsprachige Lied in den österreichischen Singlecharts. Die Single platzierte sich in den deutschen Jahressinglecharts von 2014 auf Position 83. In Deutschland erreichte die Komposition zum fünften Mal die Top 10 und zum zweiten Mal nach dem Original Position eins.
| Periode | Höchstplatzierung, GesamtwochenChartplatzierungen (Periode, Platzierungen, Wochen) | Höchstplatzierung, GesamtwochenChartplatzierungen (Periode, Platzierungen, Wochen) | Höchstplatzierung, GesamtwochenChartplatzierungen (Periode, Platzierungen, Wochen) |
| Periode | DE                                                                                 | AT                                                                                 | CH                                                                                 |
| ------- | ---------------------------------------------------------------------------------- | ---------------------------------------------------------------------------------- | ---------------------------------------------------------------------------------- |
| 2014/15 | DE1 (5 Wo.)DE                                                                      | AT10 (3 Wo.)AT                                                                     | CH21 (2 Wo.)CH                                                                     |

| ChartsJahrescharts (2014) | Platzierung |
| ------------------------- | ----------- |
| Deutschland (GfK)         | 83          |

## Version von Glee Cast

### Chartplatzierungen
| Periode   | Höchstplatzierung, GesamtwochenChartsChartplatzierungen (Periode, Platzierungen, Wochen) |
| Periode   | US                                                                                       |
| --------- | ---------------------------------------------------------------------------------------- |
| 2011/12   | US92 (1 Wo.)US                                                                           |
| Insgesamt | US92 (1 Wo.)US                                                                           |